# Hopliancistrus wolverine
Espèce
Hopliancistrus wolverine, communément appelé Wolverine pleco, est une espèce de poissons de la famille des Loricariidae qui se rencontre dans les eaux douces tropicales de certaines rivières du Brésil. L’espèce a été identifiée en 2021 dans le rio Xingu.

## Systématique
L'espèce Hopliancistrus wolverine a été décrite en 2021 par Renildo Ribeiro de Oliveira (d), Jansen A. S. Zuanon (d), Lucia H. Rapp Py-Daniel (d), José Luís O. Birindelli (d) et Leandro Melo de Sousa (d).

## Étymologie
Son épithète spécifique, wolverine, fait référence au Glouton, Wolverine en anglais, en raison de sa stature trapue et sa voracité.

## Publication originale
- (en) Renildo Ribeiro de Oliveira, Jansen Zuanon, Lucia H. Rapp Py-Daniel, José L. O. Birindelli et Leandro M. Sousa, « Taxonomic revision of Hopliancistrus Isbrücker & Nijssen, 1989 (Siluriformes, Loricariidae) with redescription of Hopliancistrus tricornis and description of four new species », PLOS One, PLoS, vol. 16, no 1,‎ 2021, e0244894 (ISSN 1932-6203, OCLC 228234657, PMID 33471818, PMCID 7817055, DOI 10.1371/JOURNAL.PONE.0244894, lire en ligne).